# 北桑西国三十三箇所霊場
北桑西国三十三箇所霊場（ほくそうさいごくさんじゅうさんかしょれいじょう）、または北桑三十三ヶ所観音霊場（ほくそうさんじゅうさんかしょかんのんれいじょう）は、京都市右京区京北でおもに信仰されている霊場である。主に臨済宗と真言宗と曹洞宗が主流である。
なお、京北鳥居町の千光寺は廃寺のため、公民館に所蔵されている。かつての美山町と京北町が霊場の範囲である。
文化7年（1810年）に郡西国霊場を開設。昭和35年（1960年）3月27日に再興。北桑田三十三所霊場会を作る。北桑田三十三所霊場讃仏歌集を発行。なお、重要文化財、京都市指定文化財などが所蔵されている寺院もある。

## 千光寺
昔、鳥居町の千光寺は地域で観音堂と呼ばれ、信仰されていたが、倒壊し、その後、廃寺となった。その後、鳥居町公民館に所蔵され、地元の観音講によって支えられている。崇禅寺あるいは先光寺伝来の像とされる。一木造で、肩から片側に21臂ずつ、計42臂を矧ぎつけ、その間に多数の腕をつける。千手観音は通常42臂だが、稀に千臂を有するものがあり、本像の技法はそれに共通する。バランスのとれた作風は平安後期の特徴を示し、厳しい面相や固い衣文は当地の製作を思わせる。
京都市指定文化財。
また、脇侍に四天王も所蔵されている。

## 場所
- 美山町
- 京北町

## 霊場一覧
| 札番 | 山号・寺号     | 宗派           | 本尊             | 寺号           | 所在地               |
| ---- | -------------- | -------------- | ---------------- | -------------- | -------------------- |
| 1    | 小倉山歓楽寺   | 真言宗泉涌寺派 | 如意輪観世音菩薩 | 歓楽寺         | 北桑田郡美山町静原   |
| 2    | 保土呂山成願寺 | 真言宗御室派   | 聖観世音菩薩     | 成願寺         | 北桑田郡美山町豊郷   |
| 3    | 太平山法明寺   | 曹洞宗         | 聖観世音菩薩     | 法明寺         | 北桑田郡美山町鶴ケ岡 |
| 4    | 日盛山惣持院   | 高野山真言宗   | 十一面観世音菩薩 | 総持院         | 北桑田郡美山町盛郷   |
| 5    | 蟠龍山白峯寺   | 曹洞宗         | 聖観世音菩薩     | 白峰寺         | 北桑田郡美山町福居   |
| 6    | 壽松山榮久院   | 臨済宗妙心寺派 | 聖観世音菩薩     | 栄久院         | 北桑田郡美山町和泉   |
| 7    | 周陽山林昌寺   | 曹洞宗         | 聖観世音菩薩     | 林昌寺         | 北桑田郡美山町大野   |
| 8    | 岳応山寶泉寺   | 真言宗御室派   | 聖観世音菩薩     | 宝泉寺         | 北桑田郡美山町小淵   |
| 9    | 中條山行福寺   | 臨済宗妙心寺派 | 千手観世音菩薩   | 行福寺         | 北桑田郡美山町川谷   |
| 10   | 日谷山永照寺   | 曹洞宗         | 聖観世音菩薩     | 永照寺         | 北桑田郡美山町樫原   |
| 11   | 龍潭山岩栖寺   | 臨済宗南禅寺派 | 十一面観世音菩薩 | 岩栖寺         | 北桑田郡美山町島     |
| 12   | 松林山遍照寺   | 高野山真言宗   | 聖観世音菩薩     | 遍照寺         | 北桑田郡美山町板橋   |
| 13   | 異月山普明寺   | 曹洞宗         | 聖観世音菩薩     | 普明寺         | 北桑田郡美山町北     |
| 14   | 醫王山繼福寺   | 曹洞宗         | 聖観世音菩薩     | 継福寺         | 北桑田郡美山町中     |
| 15   | 清江山萬昌寺   | 曹洞宗         | 聖観世音菩薩     | 万昌寺         | 北桑田郡美山町江和   |
| 16   | 青龍山洞雲寺   | 曹洞宗         | 千手観世音菩薩   | 洞雲寺         | 北桑田郡美山町田歌   |
| 17   | 白峨山深見寺   | 曹洞宗         | 聖観世音菩薩     | 深見寺         | 北桑田郡美山町野添   |
| 18   | 紫雲山大聖院   | 真言宗御室派   | 十一面観世音菩薩 | 大聖院         | 北桑田郡京北町上弓削 |
| 19   | 月光山普門院   | 真言宗御室派   | 十一面観世音菩薩 | 普明院         | 北桑田郡京北町上弓削 |
| 20   | 南光山中道寺   | 真言宗御室派   | 十一面観世音菩薩 | 中道寺         | 北桑田郡京北町上中   |
| 21   | 玉泉山福徳寺   | 曹洞宗         | 聖観世音菩薩     | 福徳寺         | 北桑田郡京北町下中   |
| 22   | 千光寺         | 臨済宗         | 千手観音         | 千光寺（廃寺） | 北桑田郡京北町鳥居   |
| 22   | 涌出山西福寺   | 臨済宗天龍寺派 | 阿弥陀如来       | 西福寺         | 北桑田郡京北町小塩   |
| 23   | 大雄山常照皇寺 | 臨済宗天龍寺派 | 聖観世音菩薩     | 常照皇寺       | 北桑田郡京北町井戸   |
| 24   | 瑞鳳山三明院   | 臨済宗天龍寺派 | 十一面観世音菩薩 | 三明院         | 北桑田郡京北町塔     |
| 25   | 圓通山永林寺   | 曹洞宗         | 千手観世音菩薩   | 永林寺         | 北桑田郡京北町塩田   |
| 26   | 東向き観音堂   | 不明           | 十一面観音       | 東向観音堂     | 北桑田郡京北町漆谷   |
| 27   | 金花山寶泉寺   | 真言宗御室派   | 十一面観世音菩薩 | 宝泉寺         | 北桑田郡京北町下熊田 |
| 28   | 惠日山慈眼寺   | 曹洞宗         | 聖観世音菩薩     | 慈眼寺         | 北桑田郡京北町周山   |
| 29   | 賢聖山寶林寺   | 曹洞宗         | 十一面観世音菩薩 | 宝林寺         | 北桑田郡京北町淺江   |
| 30   | 圓國山松壽寺   | 曹洞宗         | 聖観音           | 松寿寺         | 北桑田郡京北町矢代   |
| 31   | 専念山了谷寺   | 浄土宗         | 聖観世音菩薩     | 了谷寺         | 北桑田郡京北町周山   |
| 32   | 岸池山薬師寺   | 臨済宗南禅寺派 | 如意輪観世音菩薩 | 薬師寺         | 北桑田郡京北町下細野 |
| 33   | 金華山正法寺   | 日蓮宗         | 千手観世音菩薩   | 正法寺         | 北桑田郡京北町瀧ノ町 |